# Конгрес танцює (фільм)
«Конгрес танцює» (нім. Der Kongreß tanzt) — німецька музична комедія, поставлена режисером Еріком Чареллом у 1931 році на кіностудії УФА. В США фільм вийшов під назвою Веселий конгрес.

## Сюжет
Відень, 1815 рік. У місті проходить Віденський конгрес — конференція, на яку з'їжджаються усі правителі Європи. Крістель, торговка рукавичками, зустрічає гостей, кидаючи квіти в розкішні карети, що проїжджають повз неї. Один з букетів потрапляє до російського імператора Олександра I, якого симпатичні панночки цікавлять більше світової політики. Залишивши замість себе на конгресі двійника на прізвище Уральський, цар інкогніто проводить час з Крістель і незабаром у велелюбного царя і бідної дівчини зав'язується роман.
Поки конгрес замість того, щоб засідати, танцює, Наполеон, що втік з острова Ельба, висаджується на берег.

## В ролях
| Актор(ка)           |   | Роль                                          |
| ------------------- | - | --------------------------------------------- |
| Ліліан Гарві        | • | Крістель                                      |
| Віллі Фріч          | • | російський імператор Олександр I / Уральський |
| Отто Вальбург       | • | Бібікофф, його ад'ютант                       |
| Карл-Гайнц Шрот     | • | Пепі, його секретар                           |
| Конрад Фейдт        | • | принц Меттерніх                               |
| Ліль Даговер        | • | графиня                                       |
| Маргарет Купфер     | • | графиня                                       |
| Джуліус Фалкенштейн | • | міністр фінансів                              |

## Факти
Фільм став однією з останніх масштабних німецьких стрічок часів Веймарської республіки та мав успіх у глядачів не лише в Німеччині, а й за її межами. Цьому сприяли поява звуку у кіно та велика кількість музичних номерів. Зігфрід Кракауер відмічає що «завдяки співучим мелодіям і дотепним сюжетним поворотам ця супер-оперета, що відрізнялася продуманістю постановки, з'єднала в собі всілякі ходи і прийоми легкого музичного жанру. Деякі з них стали зразком для наслідування. Особливо часто цитували той кадр з фільму „Конгрес танцює“, де Ліліан Гарвей, проїжджаючи сільською місцевостю, зустрічає по дорозі різних людей, що підхоплюють пісню, яку вона співає».